# Tikuna (S-34)
Le Tikuna (pennant number : S-34) est un sous-marin de classe Tikuna de la marine brésilienne. Il a été construit dans l’Arsenal de la Marine de Rio de Janeiro (AMRJ), puis lancé en mars 2005 et incorporé à la marine en juillet 2006, lorsqu’il a été transféré à la force sous-marine.

## Conception
C’est le quatrième sous-marin de la marine brésilienne construit dans le cadre de la stratégie d’acquisition de la maîtrise complète du cycle "Conception, Construction et Réparation" de ces navires, constituant le plus grand sous-marin jamais construit dans le pays, jusqu’à l’arrivée de la classe Riachuelo.
Il est basé sur le projet allemand type 209, qui a donné naissance au Brésil à la classe Tupi. Les négociations ont débuté en 1982, lorsque la marine brésilienne a conclu un contrat avec le consortium allemand Ferrostaal / Howaldtswerke-Deutsche Werft (HDW), le chantier naval qui a construit le premier sous-marin au monde, en 1850.
Le Tikuna a intégré plusieurs innovations technologiques qui lui permettent d’améliorer ses performances, de réduire le bruit et de prolonger sa durée de fonctionnement sous l’eau, en particulier pendant les opérations de recharge des batteries au schnorchel. Ces innovations substantielles devaient être la base d’une nouvelle classe, mais le projet de son sister-ship Tapuia (S-35) a été annulé, faisant du Tikuna le seul navire de la classe à être construit.
Le nom du sous-marin est un hommage au peuple indigène Tikuna, qui habite la région du Haut-Rio Solimões, dans l’ouest de l’état d’Amazonas.